# Johann Gustav Gottlieb Büsching

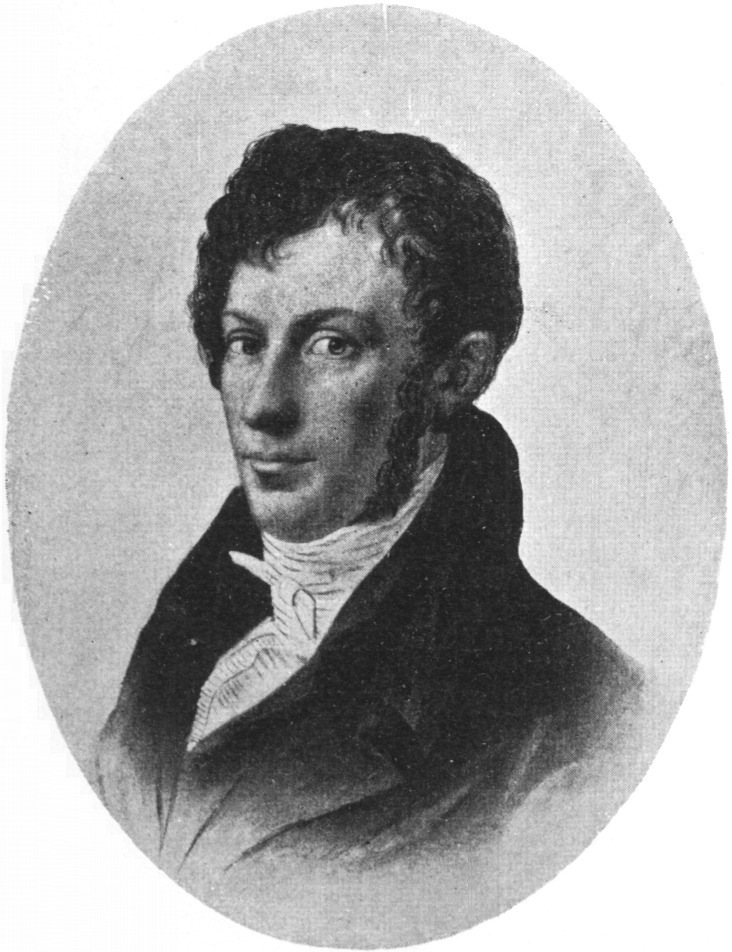
Johann Gustav Gottlieb Büsching

Johannes Gustav Gottlieb Büsching, född 19 september 1783 i Berlin, död 4 maj 1829 i Breslau, var en tysk fornforskare. Han var son till Anton Friedrich Büsching.
Büsching blev vid universitetet i Breslau 1816 privatdocent, 1817 extra ordinarie professor medeltida konsthistoria och historiska hjälpvetenskaper samt 1822 ordinarie professor i arkeologi. Han var en utmärkt kännare av den tyska medeltidens liv, konst och poesi. Dels ensam, dels tillsammans med Friedrich Heinrich von der Hagen utgav han bland annat Sammlung deutscher Volkslieder (1807), Grundriss zur Geschichte der deutschen Poesie (1812), Erzählungen, Dichtungen, Fastnachtsspiele und Schwänke des Mittelalters (1814) samt Ritterzeit und Ritterwesen (1823).